# Vaahersalo (halvö i Haukivesi)
Vaahersalo är en halvö i Finland. Den ligger i kommunen Rantasalmi i landskapet Södra Savolax, i den sydöstra delen av landet, 280 km nordost om huvudstaden Helsingfors. Halvön sträcker sig omkring två kilometer åt sydöst och är omkring en kilometer bred. Den ligger I Haukivesi och avskiljs från ett annat näs genom sjön Vaahersalonlampi.